# Tunatic
Tunatic — це безкоштовна програма для ідентифікації музики, розроблена Sylvain Demongeot для Windows і Mac OS.
Програма записує короткий уривок пісні через мікрофон або зі звукової карти, а потім відправляє записаний фрагмен в онлайн базу даних, де здійснюється пошук серед аудіо відбитків вже розпізнаних композицій. Якщо збіг буде знайдено, Tunatic вкаже назву пісні та виконавця.
База аудіо відбитків поповнюється за допомогою програми Tunalyzer (тільки для Mac OS).